# 斑點箱龜
斑點箱龜（學名：Terrapene nelsoni）是箱龜屬下的一種龜，在墨西哥西馬德雷山脈地區瀕臨滅絕。